# Giuseppe De Maria
Giuseppe De Maria, né le 30 août 1984 à Varèse, est un coureur cycliste italien.

## Palmarès
- 2004
  - Giro del Mendrisiotto
- 2006
  - 3e du Tour d'Émilie amateurs
- 2007
  - Coppa Giuseppe Romita
  - Tour de la province de Bielle
  - Gran Premio Somma
  - 3e du Mémorial Angelo Fumagalli
- 2008
  - Coppa Caduti Nervianesi
  - Coppa Penna
  - Trophée de la ville de Brescia
  - Mémorial Umberto Drei
  - 2e de la Coppa Fiera di Mercatale
  - 2e de Milan-Tortone
  - 3e du Trophée Edil C
- 2012
  - 2e du Grand Prix Südkärnten

## Classements mondiaux
| Année           | 2006 | 2007 | 2008 | 2009   | 2010 | 2011 | 2012 |
| --------------- | ---- | ---- | ---- | ------ | ---- | ---- | ---- |
| UCI Europe Tour | 810e | 890e | 362e | 1 187e |      | 431e | 252e |